# L'Amour monstre
L'Amour monstre est un roman de Louis Pauwels écrit en 1954.

## Synopsis
Quel charme possède donc le médecin Antoine Billet pour que les femmes en soient ainsi férues ? Perrin, le marchand de coqs, se le demande quand son épouse, jusque-là fidèle, se met à rêver ouvertement du personnage. Il pense la ramener au sens de ses devoirs en lui disant que Billet a une intrigue avec la jeune veuve Madeleine. Peine perdue : Victoire n'en rêve que de plus belle, à croire qu'il y a de la magie là-dessous. C'est alors que la jolie Madeleine se réfugie au couvent, avec force protestations hypocrites que sa conduite folle lui a été dictée par le démon. Paroles dangereuses, car l'Inquisition ne badine pas avec le Malin et ses suppôts. L'histoire se termine mal pour le médecin tout à sa passion charnelle, persuadé finalement à son tour que sa Madeleine est le diable incarné. Et le marchand de coqs ? Le malheur des uns fait parfois le bonheur des autres. La lueur du bûcher éclaire de reflets sardoniques les dernières pages de ce fabliau où Louis Pauwels a enchâssé une pertinente analyse de « l'amour monstre ».

## Autour du livre

### Hommages
Ce roman est notamment cité dans la chanson de Serge Gainsbourg intitulée Initials B.B..

« Parcourant L'Amour Mon-

stre de Pauwels

Me vint une vision

Dans l'eau de Seltz »

Brigitte Bardot a conseillé ce livre à Serge Gainsbourg : « Lis ça ! Tu pourrais le méditer, c'est un ouvrage tout à fait pour toi ! Il est écrit à coups de fouet : ça claque à chaque page ! » 

### Inspiration
Le roman de Pauwels est inspiré de la vie de Magdeleine de la Croix, une religieuse de Cordoue qui au XVIe siècle avait passé un pacte avec le diable alors qu'elle manifestait tous les signes de l'élection mystique, histoire que Pauwels et Breton racontent dans Histoires magiques de l'histoire de France .